# Xiping
Xiping  (en chino, 西平; pinyin, Huàlóng qū) es un condado  bajo la administración directa de la Prefectura Zhumadian en la Provincia de Henan, República Popular China.  Su área es de 1099 km² y su población total para 2020 superó los 640 mil habitantes. 

## Administración
A julio de 2025, el  Condado Xiping  se divide en 19 pueblos  administrados en 3 subdistritos,  8 poblados y 8 villas.

## Toponimia
El topónimo Xiping se compone de los sinogramas Xi (nombre propio) y Ping (plano). Al oeste del territorio se encontraba el Pabellón Xiling (西陵亭), y la zona era plana y llana (平 "ping"). De ahí la combinación "Xi" (xi[ling]) y "Ping" (llano).
Según la tradición, esta región es la patria de Leizu, esposa del Emperador Amarillo y figura clave en la cultura china por introducir la sericicultura (cría de gusanos de seda). Leizu era del clan Xiling (西陵氏), y el antiguo Pabellón Xiling marcaba el lugar donde este clan residía.